# Argedava
Argedava (in der einzigen antiken Quelle eigentlich Αργεδαυ̣ον, Argedauon) ist der Name eines Ortes, der in einer antiken griechischen Inschrift aus dem heutigen Baltschik erwähnt wird. Verschiedenen modernen Hypothesen zufolge handelte es sich dabei um eine frühe Hauptstadt des Volksstamms der Daker.
Belegt ist der Ortsname in einer Ehreninschrift, die die Bewohner des antiken Dionysopolis (dem heutigen Baltschik) für ihren Mitbürger Akornion aufstellten. Der Stein ist nur unvollständig erhalten; die Fragmente befinden sich heute im Nationalen Historischen Museum in Sofia. In einer der ersten erhaltenen Passagen des Textes heißt es, Akornion habe in „Argedauon“ den Vater von jemandem getroffen. In einem späteren Abschnitt bezieht sich die Inschrift auch auf den dakischen König Burebista und erwähnt, dass Akornion dessen Berater war (altgriechisch: πρῶτοσφίλος, wörtlich „erster Freund“). Dem Text zufolge wurde Akornion auch als Botschafter des Burebista zu Gnaeus Pompeius Magnus geschickt.
Diese Informationen aus der Inschrift haben in der Forschung zu den Dakern zu weitreichenden Interpretationen geführt. Man ging davon aus, dass „Argedauon“ eine Residenz des Dakerkönigs Burebista gewesen sei. Diese sei später durch die historisch sicher belegte dakische Hauptstadt Sarmizegetusa abgelöst worden. Zur Lokalisierung Argedauons wurden unterschiedliche Theorien vorgebracht. Ein Kandidat ist Vărădia in der Region Banat, ein anderer Popești, ein Ortsteil von Mihăilești in der Großen Walachei, beides Orte, an denen eine dakische Befestigungsanlage gefunden wurde.
Allerdings ist der Zusammenhang zwischen dem Ortsnamen Argedava und der späteren Nennung Burebistas in der Inschrift keineswegs gesichert. Statt auf eine dakische Residenz könnte sich der Ortsname Argedava auch auf irgendeinen anderen Platz beziehen, den Akornion irgendwann in seinem Leben besuchte. Tatsächlich gab es in der direkten Umgebung von Dionysopolis einen antiken Ort namens Arcidava. In diesem Fall wären die Spekulationen über die Lokalisierung einer dakischen Residenz namens Argedava obsolet.